# Diocèse de Coventry
Le diocèse de Coventry (en anglais : diocese of Coventry) est un diocèse anglican de la Province de Cantorbéry. Il couvre l'intégralité du Warwickshire. Son siège est la cathédrale de Coventry.
L'évêque de Warwick est un évêque suffragant à ce diocèse.

## Archidiaconés
Le diocèse se divise en deux archidiaconés :
- L'archidiaconé de Coventry
- L'archidiaconé de Warwick